# Frank Weiler
Frank Weiler (* 1968) ist ein deutscher Jurist.

## Leben
Von 1989 bis 1993 studierte er Rechtswissenschaft an der Universität Bielefeld (erste juristische Staatsprüfung). Nach dem Referendariat (1993–1995) am Landgericht Bielefeld (zweite juristische Staatsprüfung) war er von 1995 bis 2001 wissenschaftlicher Mitarbeiter am Lehrstuhl für Bürgerliches Recht, Handels- und Wirtschaftsrecht sowie Rechtsvergleichung (Wolfgang Oehler). Nach der Promotion 2001 an der Fakultät für Rechtswissenschaft der Universität Bielefeld war er von 2002 bis 2009 wissenschaftlicher Assistent (C 1) am Lehrstuhl für Bürgerliches Recht, Handels- und Wirtschaftsrecht sowie Rechtsvergleichung (Wolfgang Oehler). Nach der Habilitation 2009 an der Universität Bielefeld  (Venia legendi für Bürgerliches Recht, Handels- und Wirtschaftsrecht, Gewerblicher Rechtsschutz sowie Juristische Methodenlehre) und Lehrstuhlvertretungen 2009–2013 an den Universitäten Mannheim, Münster, Frankfurt am Main, Osnabrück und Bielefeld ist er seit August 2013 Universitätsprofessor an der Universität Bielefeld, Inhaber des Lehrstuhls für Bürgerliches Recht, Gewerblichen Rechtsschutz und Wirtschaftsrecht.

## Schriften (Auswahl)
- Die beeinflußte Willenserklärung. Eine Untersuchung der rechtlichen Auswirkungen fremder Einflüsse auf die rechtsgeschäftliche Willensbildung. Bielefeld 2002, ISBN 3-7694-0927-2.
- Schuldrecht Allgemeiner Teil. Baden-Baden 2020, ISBN 3-8487-6098-3.